# Trinity (jedrski poskus)
Trinity (angleško: »Sveta Trojica«) je bilo kodno ime za prvo detonacijo jedrskega orožja v zgodovini, ki jo je izvedla Kopenska vojska Združenih držav Amerike kot sklepni del projekta Manhattan 16. julija 1945 ob 5:29 zjutraj po lokalnem času v puščavi jugovzhodno od mesta Socorro, Nova Mehika.
V poskusu so uporabili implozijsko bombo s plutonijem, ki je dobila vzdevek »Gadget«, enake konstrukcije kot bomba »Debeluh«, ki je bila kasneje uporabljena v jedrskem bombardiranju Nagasakija na Japonskem, po katerem se je končala druga svetovna vojna. Poskus je bil izveden prav zaradi dvomov o delovanju kompleksne konstrukcije »Debeluha«. Kodno ime je izbral vodja razvoja in predlagatelj poskusa J. Robert Oppenheimer po poeziji Johna Donnea.
Poskus, ki ga je zasnoval in vodil fizik Kenneth Bainbridge, so izvedli v puščavi Jornada del Muerto približno 56 km od Soccora, na območju vadišča za topništvo (tik pred poskusom so ga preimenovali v White Sands). Uspešna detonacija je sprostila 25 kt (100 TJ) ± 2 kt (8,4 TJ) energije in velik oblak radioaktivnega prahu.
Kraj poskusa je bil leta 1965 razglašen za nacionalno zgodovinsko območje in naslednje leto vpisan v Nacionalni register zgodovinskih krajev. Za javnost je odprt vsako prvo soboto aprila in oktobra. Na hipocentru stoji obeležje v podobi piramidastega kamnitega obeliska.